# Filippo Raciti
Filippo Raciti (Catania, 17 gennaio 1967 – Catania, 2 febbraio 2007) è stato un poliziotto italiano. Ispettore Capo della Polizia di Stato, morì in servizio durante gli incidenti scatenati da una frangia di ultras catanesi contro la Polizia, intervenuta per sedare i disordini alla fine del derby siciliano di calcio Catania-Palermo.
La sua morte suscitò forte emozione in tutto il paese e causò l'interruzione di tutti i campionati di calcio in Italia per una settimana e l'annullamento di un'amichevole della Nazionale. 
La sua figura è spesso oggetto di un vasto repertorio di cori da stadio, slogan e graffiti, espressi da ultras del calcio, che intendono offenderne la memoria o colpire le forze dell'ordine in quanto istituzioni.

## Biografia
Nato a Catania, Raciti entrò nella Polizia di Stato nel giugno del 1986 come allievo agente ausiliario. Svolse la maggior parte della sua carriera in servizi esterni di ordine pubblico, per i quali era istruttore. Dopo aver prestato servizio, per quasi due anni, presso la Questura di Catania, all'Ufficio Prevenzione Generale e Soccorso Pubblico, dal dicembre 2006 era stato trasferito al X Reparto Mobile. Aveva servito per quasi vent'anni nella Polizia di Stato, proprio al X Reparto Mobile. Viveva ad Acireale con la moglie Marisa Grasso e i figli Fabiana e Alessio.
Morì durante gli scontri di Catania il 2 febbraio 2007, circa due ore dopo il termine della partita, a causa delle gravi lesioni interne riportate nello scontro con gli ultras catanesi.

## Le indagini, gli arresti e il processo
Le indagini sulla sua morte portarono all'arresto di due persone: Antonino Speziale e Daniele Natale Micale, rei di aver colpito mortalmente Raciti con un sottolavello. Tuttavia i mass-media suggerirono la possibilità che Raciti fosse stato investito dallo sportello del fuoristrada (un Land Rover Discovery) dei colleghi che si muoveva in retromarcia, e da cui era disceso a causa del denso fumo che aveva invaso il veicolo. Quest'ipotesi fu avvalorata sia dalle dichiarazioni dello stesso autista del Discovery rese davanti alla squadra mobile il 5 febbraio 2007 sia dal ritrovamento da parte dei RIS di Parma di frammenti di vernice di colore azzurro compatibile con i colori del veicolo sulla maschera antigas e sugli scarponi dell'ispettore.
Il procedimento penale scaturito dall'uccisione di Raciti ha visto le seguenti sentenze:
- il 9 febbraio 2010 il Tribunale per i minorenni di Catania ha irrogato la pena di 14 anni di reclusione per omicidio preterintenzionale ad Antonino Speziale, minorenne all'epoca dei fatti[9];
- il 22 marzo 2010 la Corte di Assise di Catania ha irrogato la pena di 11 anni (dieci anni per omicidio preterintenzionale, più un anno per resistenza a pubblico ufficiale) a Daniele Natale Micale, ventitreenne[10];
- il 21 ottobre 2011 la Corte d'Assise d'Appello di Catania ha confermato la condanna a 11 anni di reclusione per Daniele Micale per omicidio preterintenzionale[11];
- il 21 dicembre 2011 la Corte d'Appello per i minorenni di Catania ha condannato Antonino Speziale a 8 anni di carcere per omicidio preterintenzionale[12];
- il 14 novembre 2012 la Corte di Cassazione ha confermato le sentenze di appello disposte nei confronti di Speziale e di Micale[13].

Le sentenze hanno definito in forma esecutiva i risarcimenti di ciascuno dei condannati alla Presidenza del Consiglio dei ministri e al Ministero dell'Interno per danni non patrimoniali, come pure le provvisionali per la vedova e i due figli dell'ispettore Raciti.
Il 7 febbraio 2014 il procuratore generale presso la Corte di appello di Messina Luigi Riello ha sposato le tesi dell'istanza presentata da Antonino Speziale per la revisione del processo; lo stesso ricorso è stato poi rigettato dalla Corte di Cassazione, in quanto dichiarato inammissibile.
Nel dicembre del 2017, poco prima di Natale, Micale ha iniziato a beneficiare della semilibertà.

## Riconoscimenti
Raciti è stato insignito della medaglia d'oro al valor civile alla memoria, consegnata alla moglie l'11 maggio 2007, in occasione del 155º anniversario della Polizia di Stato. Il 17 febbraio 2007 gli è stato intitolato lo stadio di Quarrata, in provincia di Pistoia. Il 14 aprile 2007 è stato intitolato lo stadio comunale di Siderno in provincia di Reggio Calabria alla sua memoria. Tra il 28 febbraio e il 1º marzo 2009 è stata fatta una maratona in suo onore, che partiva dallo stadio Angelo Massimino di Catania e arrivava allo stadio Renzo Barbera di Palermo. L'iniziativa ha visto protagonista l'ex atleta Salvatore Antibo.